# Richard Burr
Richard Mauze Burr (Charlottesville, 30 novembre 1955) è un politico statunitense, senatore per lo stato della Carolina del Nord dal 2005 al 2023 e in precedenza membro della Camera dei Rappresentanti per lo stesso stato dal 1995 al 2005.

## Biografia
Nato a Charlottesville, Burr studiò alla Wake Forest University e successivamente lavorò come direttore delle vendite per una ditta che commerciava attrezzi da giardino.
Nel 1992 Burr intraprese la strada della politica aderendo al Partito Repubblicano, con il quale si candidò alla Camera dei Rappresentanti sfidando il democratico in carica Stephen L. Neal. Burr venne sconfitto, ma due anni dopo ripresentò la propria candidatura e venne eletto.
Negli anni successivi gli elettori lo riconfermarono per altri quattro mandati, fino a quando nel 2004 decise di candidarsi al Senato per il seggio lasciato dal democratico John Edwards. Burr venne eletto con un discreto margine di scarto e venne riconfermato nel 2010 con un margine ancora più ampio.
Richard Burr è considerato un repubblicano di ideologia conservatrice.